# DayZ (Mod)
DayZ ist eine Mod basierend auf Arma 2, einem Taktik-Shooter von Bohemia Interactive aus dem Jahr 2009. DayZ ist eine Überlebenssimulation einer Zombie-Apokalypse vom neuseeländischen Spieleentwickler Dean Hall und wurde im Juni 2012 für den PC veröffentlicht. Aus ihr ging am 16. Dezember 2013 das eigenständige Spiel DayZ hervor.

## Handlung
In dem fiktiven post-sowjetischen Staat Chernarus (Tschernarussland) sind alle Bewohner von einer ungeklärten Viruserkrankung in Zombies verwandelt worden.

## Spielprinzip und Technik
DayZ ist ein Open-World-Spiel des Genres Survival Horror, es gibt keine Spielziele im eigentlichen Sinne. Das einzige Ziel ist es zu überleben und sich durchzuschlagen.
Als Überlebender muss sich der Spieler unbewaffnet, mit wenig Vorräten versehen ins Landesinnere vorkämpfen, um Wasser, Nahrung, Waffen, Munition, Survival-Ausrüstung und Medikamente zu finden. Dabei trifft er einerseits auf Zombies und andererseits auf weitere Überlebende. Letztere werden wie der Spieler selbst von anderen Mitspielern gesteuert und können somit sowohl freundlich als auch feindlich gesinnt sein. Mit freundlichen Charakteren kann man sich verbünden; von Banditen wird man getötet und ausgeraubt. Dieser Umstand erfordert taktisches, vorausschauendes und umsichtiges Vorgehen, wodurch sich eine eigene Spannung und Stimmung entfaltet. 
Im weitestgehenden Sinne kann man DayZ als virtuelles soziales Experiment betrachten, in welchem sich der Mensch auf unterschiedlichste Art und Weise mit seinem eigenen sowie dem Handeln anderer Mitspieler auseinandersetzen muss. So stellt man sich schnell selbst moralische Fragen wie: „Helfe ich dem Mitspieler oder töte ich ihn und profitiere von seiner Ausrüstung?“
Der Spieler muss sich durch die 225 km² große Spielwelt zumeist möglichst leise bewegen, denn beim Gehen oder Laufen wird Lärm erzeugt, was sich in der Nähe aufhaltende Zombies anzieht. Auch laute Schüsse erregen die Aufmerksamkeit der Zombies. Durch schallgedämpfte und lautlose Waffen wie z. B. Axt, Stemmeisen oder Armbrust kann sich der Spieler – auch ohne Aufmerksamkeit zu erregen – verteidigen. Auf weiten Ebenen ist man besser für Zombies sichtbar; Ducken oder Kriechen verringert die Sichtbarkeit. Wird ein Überlebender verletzt, so muss er seine Wunden verbinden und bei hohem Blutverlust von einem anderen Spieler eine Transfusion verabreicht bekommen. Knochenbrüche müssen mit Morphium versorgt werden. Nach heftigen Kämpfen und schweren Verletzungen kann der Spieler Panik oder Schmerzen bekommen. Panik wird durch ein Symbol in der rechten Ecke des Bildschirms dargestellt, während Schmerzen zu starkem Zittern führen, welches das Zielen mit der Waffe enorm erschwert. Schmerzen werden mit Schmerzmitteln behandelt. Zudem ist es möglich, sich zu erkälten und Fieber zu bekommen. Um sich aufzuwärmen – bzw. um zu genesen – lassen sich Lagerfeuer entfachen oder Heat Packs benutzen. Zusätzlich ist der Spieler gezwungen, regelmäßig zu essen und zu trinken um nicht zu verhungern bzw. verdursten.
In der Spielwelt gibt es Wettereffekte, welche auch Einfluss auf das Spielgeschehen haben. Bei Regen sinkt langsam die Körpertemperatur, was eine Erkältung hervorrufen kann; bei Sonne erwärmt sich der Spielcharakter. Des Weiteren gibt es Tag- und Nachtwechsel. Bei Nacht helfen Taschenlampen, Bengalfeuer, Leuchtstäbe oder Nachtsichtgeräte für Sicht, was wiederum ungewollte Aufmerksamkeit erregen kann. Das Besondere an den Tag- und Nachtwechseln in DayZ ist, dass sie sich an der realen lokalen Zeit des Servers orientiert, auf welchem man gerade spielt.
Einige wenige beschädigte Fahrzeuge wie Fahrräder, Autos, Busse, Motorräder, Boote oder Hubschrauber lassen sich mithilfe von Ersatzteilen und Werkzeugkoffern reparieren, auftanken und fahrbar machen.
Kommunikation mit anderen Spielern ist mittels einer Textchat- und Sprachchatfunktion möglich.
Der Tod der Spielfigur ist permanent. Der Spieler verliert seine Ausrüstung und fängt wieder bei Null an. Da die Leiche der Spielfigur jedoch nicht verloren geht, kann der Spieler mit seiner neuen Spielfigur die Leiche looten, sofern dies noch kein anderer Spieler getan hat.
Der Charakter wird mit seiner Ausrüstung und seinem Status serverübergreifend gespeichert, der Spieler ist also nicht nur an einen Server gebunden. Zelte, Fahrzeuge und deren Inhalt sind dagegen an ihren Server gebunden und können nicht auf andere Server transportiert werden. Per Mausradmenü können sie und ihre Inhalte auf dem entsprechenden Server abgespeichert werden, um nach einem Serverneustart weiterhin verfügbar zu sein, andernfalls gehen sie verloren.

## Entwicklungsgeschichte
Mod-Entwickler Dean „Rocket“ Hall wurde von seiner Zeit bei der Neuseeländischen Armee beeinflusst. Er nahm an einem gemeinsamen Dschungelkampftraining mit der singapurischen Armee in Brunei teil. Während eines Überlebenstrainings verletzte sich Hall schwer. Diese Erfahrungen ließ Hall in die Mod einfließen, um Emotion und Spannung als Element des Gameplays im Stil einer Überlebenssimulation zu integrieren.
Die Mod erlangte aufgrund der Zombie-Thematik und der spannenden Atmosphäre große Popularität und sorgte drei Jahre nach Release für stark ansteigende Verkaufszahlen von Arma 2 – Combined Operations (beinhaltet Arma 2 und das Add-on Operation Arrowhead), welches zum Spielen benötigt wird. Aufgrund dessen wurde Hall von Bohemia Interactive angeworben. Die Mod wird von der Community weiter mit Updates versorgt. Die DayZ-Mod war ursprünglich nur als Technologie-Demo für die Idee eines eigenständigen Spiels angedacht.
Um für Abwechslung zu sorgen, importierte die Community mittlerweile weitere Karten, wie Lingor Island, Namalsk und Panthera in die Mod, die schon aus der Arma-2-Fangemeinde bekannt waren. Mit der Zeit kamen noch etliche neue Karten (Taviana, Sahrani, Podagorsk, Celle), sowie weitere Modifikationen (Dayz Origin, DayZ Origins, Dayz Epoch, Dayz 2017, TimZ, Dayz Overwatch etc.) zur Mod hinzu, um nur einige zu nennen. Um der breiten Masse den Zugang zu den Karten und Modifikation zu erleichtern gibt es auch Drittprogramme, mit denen die Installationen vereinfacht werden. Die bekanntesten sind DayZLauncher, Play withSIX und DayZ Commander.

## Rezeption
Der Mod sorgte dafür, dass das Basis-Spiel Arma 2 drei Jahre nach Veröffentlichung noch durch einen hohen Absatz an Lizenz profitierte. Etwa 100.000 wurden auf DayZ zurückgeführt. Etwa 250.000 Spieler spielten Arma 2 online. Alexander Bohn-Elias von Eurogamer machte jedoch darauf aufmerksam, dass es sich nicht um fertiges Spiel handele, das von Programmfehlern geplagt sei. Etwa gehe öfter das Inventar der Spieler verloren. Dennoch sei es wild, spannend und aufregend.